# Corunda

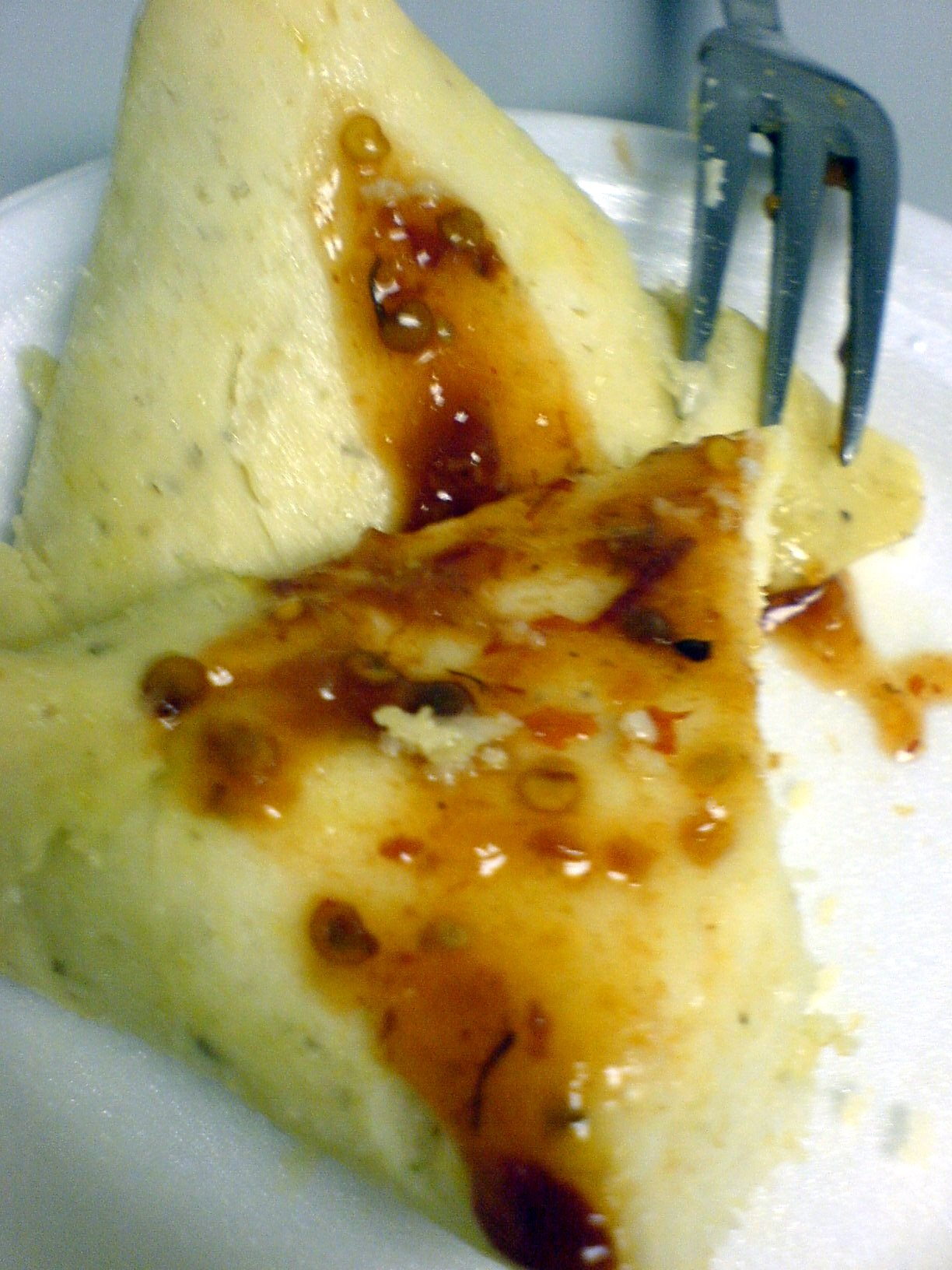
Corundas

La corunda es un platillo mexicano, un tipo de tamal preparado a base de maíz, típico de la zona lacustre y norte del estado de Michoacán. Conocido desde tiempos prehispánicos, también forma parte de la gastronomía de algunos estados vecinos como Guanajuato, Jalisco, Guerrero, Colima, México y Querétaro. Las más conocidas son las de manteca, envueltas en hojas del tallo de la planta del maíz fresco, no en las hojas del elote, y las de ceniza, envueltas en hojas de carrizo.
Las corundas suelen ser de forma triangular, pero pueden tener hasta siete puntas. En su preparación la masa de maíz cocido se mezcla uniformemente y se envuelve en las hojas antes citadas, para luego ponerse al vapor y lograr su cocción. Recientemente, se han generado variantes rellenas de queso, rajas de chilaca (un tipo de chile fresco, largo y poco picante), carne de puerco, vegetales o legumbres. Las de manteca tienen el tamaño y forma triangular de un nudo de corbata, y son de una sola pieza o varias, mientras que las de ceniza son del tamaño de un puño cerrado y aplanadas y, regularamente, por las dimensiones de la hoja de maíz, estas pueden contener hasta cinco.
Las corundas se sirven, sin hojas, en una salsa frita de jitomate con rajas de chilaca y carne de puerco, y se les agrega crema ácida, queso fresco o añejo (tipo Cotija), e incluso frijoles. Pueden consumirse también solas, prepararse en algún platillo (por ejemplo, en la sopa de corundas) o acompañar otros, como el churipo, que es un caldo de res sazonado con chile guajillo seco, en el que las corundas se agregan enteras o en trozos.